# ب‌ام‌و اس۱۰۰۰آرآر
ب‌ام‌و اس۱۰۰۰آرآر  (به انگلیسی: BMW S1000RR) یک مدل موتور مسابقه‌ای ساخت شرکت ب‌ام‌و است که در سال ۲۰۰۹ تولید شده است. 
این موتور ۹۹۹ سی‌سی، چهار سیلندر، ۱۹۳ اسب بخار و سرعت نهایی آن ۳۰۵ کیلومتر در ساعت است.

## کارآیی
- سرعت نهایی: ۳۰۵ کیلومتر بر ساعت (۱۹۰ مایل بر ساعت)
- ۱/۴ مایل: ۹٫۵۷ ثانیه در ۲۵۱ کیلومتر بر ساعت (۱۵۶ مایل بر ساعت) [۳]
- ۰–۱۰۰ کیلومتر/ساعت:   ۳٫۱ ثانیه / ۴۳ متر (۱۴۱ فوت)
- ۰–۲۰۰ کیلومتر/ساعت:   ۶٫۹ ثانیه / ۲۰۹ متر (۶۸۶ فوت)
- ۰–۲۵۰ کیلومتر/ساعت:   ۱۰٫۴ ثانیه / ۴۲۶ متر (۱٬۳۹۸ فوت)
- ۰–۲۸۰ کیلومتر/ساعت:   ۱۴٫۸ ثانیه / ۷۵۰ متر (۲٬۴۶۰ فوت) [۴]
- ۰-۳۰۰ کیلومتر/ساعت:   ۱۹٫۱ ثانیه / ۱٬۱۱۲ متر (۳٬۶۴۸ فوت) [۵]
- بی‌ام‌و اس۱۰۰۰آر
- بی‌ام‌و اس۱۰۰۰ایکس‌آر